# 羅尼·傑克遜
羅尼·林恩·傑克逊（Ronny Lynn Jackson，1967年5月4日—）是美國醫生、政治人物和退役美國海軍少將，現為德克萨斯州第十三国会选区聯邦眾議員。
傑克遜於2000年代中期在喬治·W·布希 領導下加入白宮醫療部門，並於2013年至2018年在巴拉克·奧巴馬和唐納德·特朗普領導下擔任總統的醫生。
2018年3月28日，川普提名傑克森接替戴维·舒尔金擔任美國退伍軍人事務部長。，
2018年4月23日，有報告指出傑克森在白宮任職期間行為不當和管理不善。
2018年4月26日，川普總統撤回傑克森退伍軍人事務部長的提名。

## 外部連結
- Representative Ronny Jackson （页面存档备份，存于） official U.S. House website
- Ronny Jackson for Congress （页面存档备份，存于）
- 美國國會國家人物傳記大辭典中的傳記
- 由華盛頓郵報維護的投票記錄
- 智慧投票计划中的傳記、投票紀錄及利益集團評級
- 聯邦選舉委員會中的競選財務報告和數據
- Appearances （页面存档备份，存于） on C-SPAN